# 清古愛弓
清古 愛弓（せいこ あゆみ、1959年 - ）は日本の医師、保健所職員。
全国保健所長会副会長、台東保健所長、全国保健所長会「公衆衛生医師 の確保と育成に関する委員会」委員長、社会医 学系専門医・指導医、葛飾区健康部長兼保健所長などを歴任した。

## 経歴
高知医科大学医学部卒業。1984年（昭和59年）に上京。都内の病院に2年間臨床研修をした後、都内の保健所や都庁へ勤務する。
2014年より現職。
2020年、新型コロナウィルスへの保健所の現状をオンラインで報告2021年、芦田多恵デザインによるオリジナルハンカチを保健所職員に寄付。同年、朝日新聞連載「耕論」にて、住吉雅美、中山哲夫と共に出演。